# Tiché místo: Část II
Tiché místo: Část II (v originále A Quiet Place Part II) je americký sci-fi hororový film z roku 2020 a pokračování filmu Tiché místo z roku 2018, který stejně jako první film sleduje osud rodiny v postapokalyptickém světě plném agresivních nestvůr s nesmírně vyvinutým sluchem. 
Snímek režíroval, produkoval a taktéž k němu napsal scénář John Krasinski pod taktovkou společnosti Paramount Pictures. Ve filmu si zopakovali své role herci Emily Bluntová, Millicent Simmonds a Noah Jupe s hereckou posilou Cillianem Murphym a Djimonem Hounsou. Krasinski se objevil pouze v úvodním prologu. Stejně jako u předchozího filmu, i tentokrát natáčení probíhalo v západním New Yorku, od června do září roku 2019. Společnost Paramount Pictures plánovala uvést Tiché místo: Část II do kin 20. března 2020, ovšem kvůli pandemii onemocnění covid-19 byl premiéra filmu odložena na 4. září téhož roku. Datum premiéry uvedení filmu bylo nakonec odloženo ještě dvakrát, nakonec se jím ve Spojených státech stal den 28. květen 2021, ačkoliv svou první premiéru si film odbyl v New Yorku dne 8. března 2020.

## Příběh
Více než rok před událostmi prvního filmu je rodina Abbottových na basketbalovém zápase syna Marcuse. Během zápasu se ovšem všichni stanou svědky toho, jak se planoucí objekt na nebi řítí k zemi. Když všichni opustí hřiště a začnou se odebírat do svých domovů, město je napadeno agresivními mimozemskými tvory s neprůstřelnou kůží, mimořádnou rychlostí a silou. Nestvůry sice postrádají většinu smyslů, ovšem všechno nahrazují nesmírně citlivým sluchem. Lidé na ulicích umírají, nestvůry skáčou od jedné oběti k druhé a rodina se v nastalém chaosu snaží uprchnout pryč.
O více než rok později sledujeme události přímo navazující na předchozí film. Mimozemské kreatury vyhubily většinu lidstva včetně Leeho Abbotta, který se obětoval, aby zachránil svou rodinu – ženu Evelyn, hluchou dospívající dceru Regan, adolescentního syna Marcuse a novorozeného synka. Regan objevila, že vysokofrekvenční zvuk vydávaný jejím kochleárním implantátem oslabí nestvůry natolik, že je lze následně zabít. Toho Evelyn využila, aby brokovnicí ochránila svou rodinu, když hlukem přilákali několik nestvůr najednou.
Jejich izolovaný dům je po útoku nestvůr zničen, pročež rodina pátrá po dalších přeživších. Berou s sebou samozřejmě Reganin implantát a zesilovač s mikrofonem. Když prochází přes oplocenou průmyslovou oblast, Marcus šlápne do pasti na medvědy. Bolestný křik samozřejmě přiláká pozornost blízké nestvůry, ovšem pomocí implantátu a brokovnice Evelyn netvora zabije, načež uvolní past a uprchnou do opuštěné ocelárny, když se v oblasti objeví další nestvůra. Zde se setkají s Emmettem, starým přítelem Leeho, který rodinu vezme do skrýše pod ocelárnou. Marcus zde náhodou narazí na funkční rádiovou frekvenci, která neustále dokola hraje píseň Beyond the Sea od Bobbyho Darina. Regan dojde, že se jedná o výzvu pro přeživší, aby zamířili na nedaleký ostrov. Dojde jí, že pokud by se dostala do rádiové věže, mohla by vysílat vysokofrekvenční zvuk i pro ostatní přeživší, aby všichni měli šanci se proti nestvůrám bránit. Později téhož dne vysvětlí svůj plán Marcusovi a přes jeho nesouhlas se tajně sama vydá najít onen ostrov.
Jakmile všichni zjistí, že je Regan pryč, Evelyn řekne Emmettovi, aby ji přivedl zpět. Ten ji nakonec nalézá u vykolejeného vlaku a snaží se ji přesvědčit, aby se vrátila k rodině. Regan ovšem odmítá a dokonce Emmetta přesvědčí, aby ji pomohl. Mezitím je Evelyn nucena opustit Marcuse a novorozeného syna, aby sehnala nezbytné zdravotnické vybavení a zásoby. Během její nepřítomnosti se Marcus vydá na průzkum ocelárny a nalézá mrtvolu Emmettovy ženy. Zděšen zakopne o harampádí na zemi a uvědomí tak nedalekou nestvůru. Dostane se zpět do skrýše, ale omylem sebe i novorozence uzavře v bunkru, kde jim rychle dochází vzduch.
V přístavu Emmett s Regan pátrají po vhodné lodi. Když je ovšem přepadne skupina zdivočelých přeživších s nekalými úmysly, Emmett vyvolá hluk a přiláká dvě nestvůry, které povraždí všechny přeživší. Zatímco Regan a Emmett jako jediní přežijí, jedna z kreatur se utopí v hluboké vodě. Emmettovi dojde, že stvoření neumí plavat. Vzápětí dvojice na palubě malé lodi odpluje na blízký ostrov, kde komunita přeživších žije relativně normální život plný hluku. Vůdce komunity vysvětlí, že když vláda přišla na to, že nestvůry neumí plavat, Národní garda přemístila co možná nejvíc lidí na ostrovy – ovšem mnohdy kreatury zaútočily dřív, než se cokoliv vůbec stihlo podniknout.
Evelyn se mezitím vrací do ocelárny. Odláká pozornost nestvůry a vysvobodí své děti ze vzduchotěsného bunkru. Trojice se zde následně skryje, jelikož nestvůra slídí po budově.
Vychází najevo, že jedna ze dvou kreatur, které se zúčastnily masakru v přístavu, se dostala na jachtu, jež následně skončila na břehu ostrova. Kreatura na sebe nenechá dlouho čekat a začne masakrovat místní. Vůdce komunity společně s Emmett a Regan nasednou do auta a odlákají pozornost nestvůry k rádiové stanici. Vůdce komunity při této akci umírá. Regan a Emmett se mezitím dostávají do nitra stanice, kam je nestvůra následuje. Zaútočí na Emmetta a téměř jej zabije, ale Regan vloží svůj implantát do vysílání a reproduktorů po celé stanici, kvůli čemuž nestvůra odhalí zranitelné maso, do nějž dívka vrazí kovovou tyč a netvora zabije. V témže okamžiku v ocelárně druhá nestvůra nalezne Evelyn a její děti. Těsně před tím, než stihne zabít Evelyn, Marcus pustí nahlas příruční rádio s Reganinou frekvencí a oslabenou nestvůru zastřelí revolverem. Regan nechá svůj implantát připojený k vysílání stanice, čímž komukoliv, kdo frekvenci poslouchá, umožní bojovat.

## Obsazení
- Emily Bluntová jako Evelyn Abbott
- Cillian Murphy jako Emmett, starý přítel Leeho Abbotta. Ženu a děti mu zabily mimozemské nestvůry.
- Millicent Simmonds jako Regan Abbott, neslyšící dcera Abbotových
- Noah Jupe jako Marcus Abbott, starší syn Leeho a Evelyn
- Djimon Hounsou jako vůdce izolované komunity na bezpečném ostrově.
- Scoot McNairy jako vůdce nebezpečných zvlčilých přeživších v přístavu.
- Alice Sophie Malyukova jako malá dívka v přístavu, která nalákala Emmetta do pasti.
- Okieriete Onaodowan jako Ronnie, policejní strážník z úvodu filmu.
- Wayne Duvall jako Roger, majitel obchodu z úvodu filmu.
- John Krasinski jako Lee Abbott
- Cade Woodward jako Beau Abbott, mladší syn Lee a Evelyn

## Pokračování
V listopadu 2020, společnost Paramount Pictures najala Jeffa Nicholse, aby napsal scénář a režíroval filmový spin-off založený na původním nápadu Johna Krasinskiho, který bude snímek produkovat. Film je plánován na 31. březen 2023.  
V květnu 2021 Emily Bluntová uvedla, že Krasinski má nápad na potenciální třetí díl, který by tak uzavřel trilogii.